# Erast Fandorin
Erast Petrovitsj Fandorin (Russisch: Эраст Петрович Фандорин) is het hoofdpersonage uit een serie detectiveromans geschreven door de in Georgië geboren schrijver Boris Akoenin. Hij heeft de Russische nationaliteit en schrijft in het Russisch. Zijn eerste roman is in 1998 gepubliceerd in Rusland; de elfde en vooralsnog laatste roman werd in november 2006 gepubliceerd. De eerste zeven romans zijn in het Nederlands vertaald door Arie van der Ent, en uitgegeven door De Geus.
Akoenin heeft naast de romans waarin Erast Fandorin de hoofdrol heeft, ook een aantal andere romans geschreven, waarin Fandorin terloops ter sprake komt. Er zijn onder meer drie romans waarin de kleinzoon van Fandorin, Nicholas Fandorin, de hoofdpersoon is.
De Fandorin-serie is zeer populair in Rusland, waar meer dan 15 miljoen exemplaren zijn verkocht van de romans, ondanks de mogelijkheid om de eerste 5 romans gratis van het internet af te halen. Het eerste deel van de serie is bewerkt tot een televisieserie, terwijl de romans Turks Gambiet en Staatsraad zijn verfilmd. Vooral Turks Gambiet werd een kaskraker in Rusland.

## Romans

### Uitgegeven in Nederland
1. Fandorin (Азазель (Azazel), tijd van handeling: 1876)
2. Turks Gambiet (Турецкий гамбит, tijd van handeling: 1877)
3. Leviathan (Левиафан, tijd van handeling: 1878)
4. De dood van Achilles (Смерть Ахиллеса, tijd van handeling: 1882)
5. Bijzondere opdrachten (Пиковый валет (Schoppenboer), tijd van handeling: 1886; en Декоратор (Decorateur), tijd van handeling: 1889)
6. Staatsraad (Статский советник, tijd van handeling: 1891)
7. De kroning (Коронация, или Последний из романов (De kroning, of de laatste der Romanovs), tijd van handeling: 1896)

### Niet uitgegeven in Nederland
1. De minnares van de dood (Любовница смерти, tijd van handeling: 1900)
2. De liefhebber van de dood (Любовник смерти, tijd van handeling: 1900)
3. Het diamanten rijtuig (Алмазная колесница, tijd van handeling: 1878, 1905)
4. Yin en yang (Инь и Ян, tijd van handeling: 1882)
5. De jaden rozenkrans (Нефритовые Четки, tijd van handeling: 1881-1900)
6. De hele wereld is een schouwtoneel (Весь мир театр, tijd van handeling: 1911)
7. Zwarte stad (Черный город, tijd van handeling: 1914)
8. Planeet Water (Планета Вода, tijd van handeling: 1902-1912)
9. Geen afscheid nemen (Не прощаюсь, tijd van handeling: 1917-1918)